# The Matrix: Path of Neo
The Matrix: Path of Neo es un videojuego de disparos en tercera persona, y el segundo videojuego basado en la trilogía Matrix. Los jugadores controlan al personaje Neo en niveles basados en las escenas de las películas. Fue publicado el 8 de noviembre de 2005.

## Historia
El juego le permite al jugador participar en varias escenas de acción en las películas. La mayoría de estas secuencias son tomadas de la primera película de la serie.
Al principio, el jugador es el hacker Thomas A. Anderson, y no posee ninguna de las habilidades que el personaje descubrirá como Neo. Mientras el juego continua, el jugador aprende nuevas habilidades y técnicas, equipando a Neo para la batalla final con el Agente Smith. Entre estas habilidades se encuentran artes marciales, esquivar o detener balas, y volar. Neo también puede usar armas de corto alcance (como espadas, bastones, etc.) o armas de fuego (pistolas, rifles de asalto, ametralladoras).
El juego también permite interactuar con varios personajes de las películas de los juegos, aliados y enemigos.

## Personajes
- Neo: el Elegido. Protagonista, y el personaje que el jugador controla a lo largo del juego.
- Trinity: interés amoroso de Neo. Primer oficial en la nave Nabucodonosor.
- Morfeo: capitán de la nave Nabucodonosor, ayuda a Neo en varios puntos del juego.
- Agente Smith: programa (luego exiliado). Antagonista principal y archienemigo de Neo.